# Mannina hagnoleuca
Mannina hagnoleuca là một loài bướm đêm thuộc phân họ Arctiinae, họ Erebidae.